# Pleuretra humerosa
Pleuretra humerosa is een raderdiertjessoort uit de familie Philodinidae. De wetenschappelijke naam van deze soort is voor het eerst geldig gepubliceerd in 1905 door Murray.